# HMS Prince Royal (1610)
Prince Royal — 55-пушечный корабль 1 ранга Королевского флота Англии (англ. royal ship). Построен Финеасом Петтом на королевской верфи в Вулвиче. Строительство начато 20 октября 1608 года, спущен на воду 25 июля 1610 года.
Prince Royal — первый трёхпалубный линейный корабль. В сравнении с кораблями эпохи Елизаветы обладал более полными обводами корпуса. На архитектуру корабля оказал влияние флагманский корабль датского флота Tre Kronor, в 1606 году доставивший в Лондон короля Кристиана IV.
К работе над убранством корабля привлекли известных мастеров: резьбу по дереву выполнил Себастьян Викарс, роспись — Роберт Пик и Пол Айзексон, работавшие на корабле с Пасхи по Михайлов день 1611 года.
В начале службы верхняя палуба Prince Royal не несла пушек в средней части; в сторону кормы настилы верхней палубы были размещены ступенчато ввиду значительной седловатости. В 1621 году корабль перестроили, заменив ступенчатую палубу сплошной.

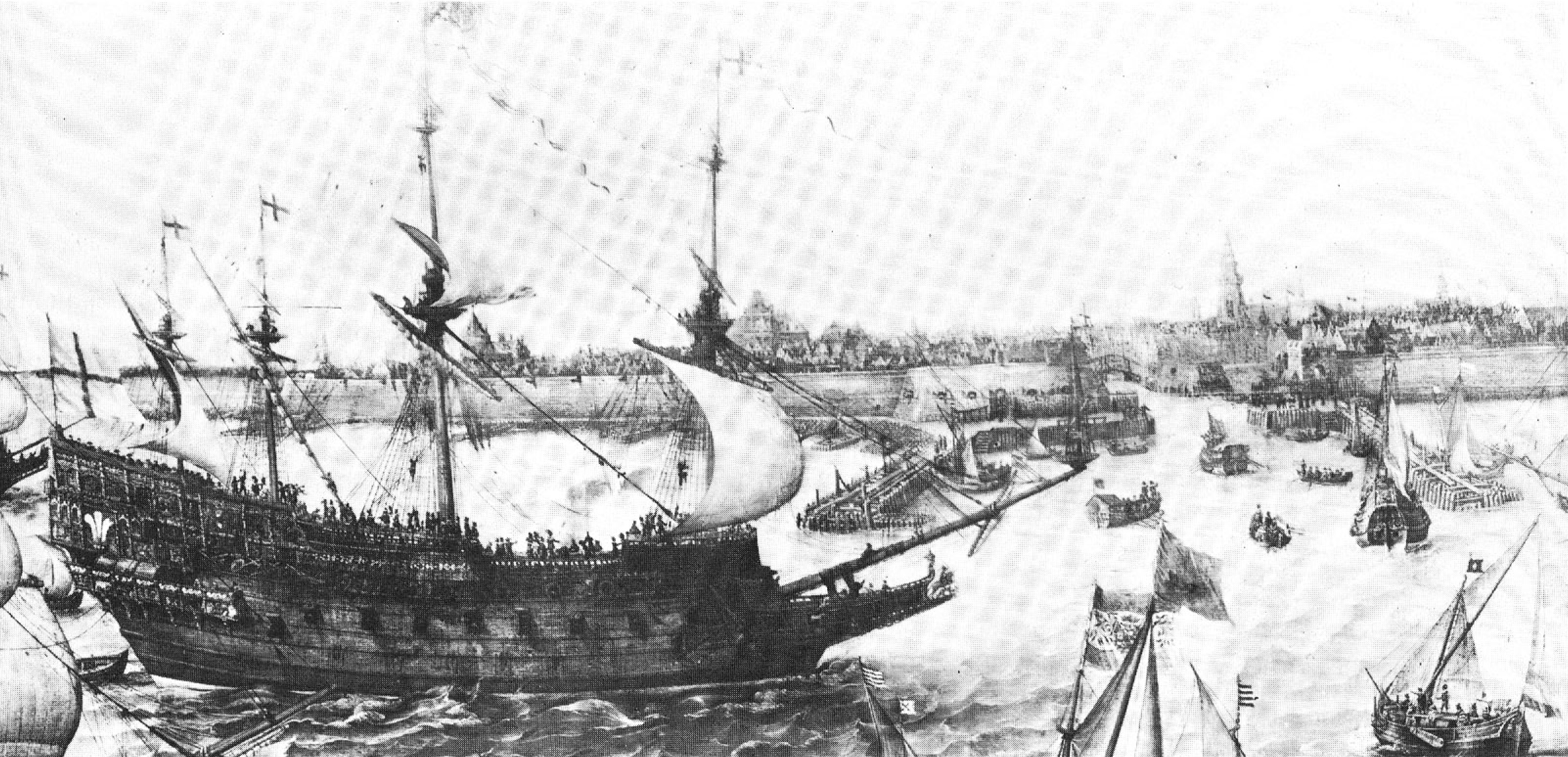
Prince Royal прибывает во Флашинг, 1613 год. Заметна седловатость корпуса: корма и нос приподняты относительно центральной части.

В период с 1639 по 1641 год на верфи в Вулвиче корабль перестроили в 70-пушечный первого ранга. Работами руководил Питер Петт. В годы Английской республики корабль носил имя Resolution (1650—1660 годы) и принимал участие в большинстве сражений Первой англо-голландской войны. В 1660 году корабль нёс 80 пушек. После реставрации монархии кораблю вернули прежнее имя. В 1663 году Prince Royal вновь перестроили, превратив в 92-пушечный корабль первого ранга. Работами руководил Финеас Петт 2-й.
В 1665 году, во время Второй англо-голландской войны, Prince Royal был флагманским кораблём Эдварда Монтегю в ходе Лоустофтского сражения. Годом позже, в 1666 году, был флагманским кораблём вице-адмирала Джорджа Эйскью во время Четырёхдневного сражения, на третий день которого сел на мель. Эйскью был вынужден сдать корабль окружившим его голландцам Корнелиуса Тромпа. Голландцы сумели снять корабль с мели, однако выяснилось, что руль сильно повреждён и не может быть отремонтирован в море. По приказу де Рюйтера неуправляемый корабль сожгли, дабы он не достался приближавшемуся английскому флоту.